# 岐阜市立木之本小学校
岐阜市立木之本小学校（ぎふしりつ きのもとしょうがっこう）は、かつて岐阜県岐阜市に存在した公立小学校。

## 概要
岐阜市の中心地（岐阜駅より約1000m）に位置し、県道151号（岐阜西通り）沿いにある。
校区の児童数減少を受け、2002年に岐阜市立小学校及び中学校の通学区域審議会による「旧市内における岐阜市立小学校及び中学校の通学区域のあり方について」の答申で徹明小学校との統廃合が提言された。その後2017年に両校を統合した岐阜市立徹明さくら小学校の開校により閉校した。
校舎は徹明さくら小学校に転用されている。

## 沿革
- 1938年（昭和13年）4月1日 - 徹明尋常高等小学校から分離。木之本尋常小学校として開校。校区は徹明尋常高等小学校校区の一部と本荘尋常高等小学校校区の一部を引き継ぐ。
- 1941年（昭和16年）4月1日 - 木之本国民学校に改称する。
- 1945年（昭和20年）7月9日 - 岐阜空襲により校舎を全焼する。
- 1946年（昭和21年） - 仮校舎が完成。
- 1947年（昭和22年）4月1日 - 岐阜市立木之本小学校に改称する。
- 1949年（昭和24年） - 校舎が完成。
- 1988年（昭和63年） - 創立50周年。記念式典など開催。
- 2017年（平成29年）3月31日 - 徹明小学校との統合により、閉校。